# Catherine de Brandebourg-Küstrin
Catherine de Brandebourg-Küstrin (allemand : Katharina von Brandenburg-Küstrin) (10 août 1549 – 30 septembre 1602) est margravine de Brandebourg-Küstrin par la naissance et électrice de Brandebourg par le mariage.

## Biographie
Catherine est la plus jeune des deux filles de Jean Ier de Brandebourg-Küstrin (1513-1571) de son mariage avec Catherine de Brunswick-Wolfenbüttel (1518-1574), fille de Henri II de Brunswick-Wolfenbüttel.
Le 8 janvier 1570, elle épouse Joachim de Brandebourg, plus tard électeur Joachim III Frédéric de Brandebourg (1546-1608) à Küstrin. En raison du mariage, son mari n'a plus de droit légitime sur la position d'évêque de l'Archidiocèse catholique de Magdebourg et le Pape Pie V fait la demande à l'Empereur Maximilien pour son remplacement.
Catherine essaye d'améliorer le sort des pauvres et des nécessiteux. Elle construit une laiterie et fait vendre ses produits à Berlin. Elle utilise les bénéfices pour financer une pharmacie dans le château de Berlin qui fournit des médicaments gratuitement aux personnes dans le besoin.
Catherine est décédée le 30 septembre 1602. Le 13 octobre, elle est enterrée dans la crypte des Hohenzollern (qui fait maintenant partie de la cathédrale de Berlin).

## Descendants
De son mariage avec Joachim Frédéric, Catherine a les enfants suivants :
- Jean III Sigismond de Brandebourg (8 novembre 1572 – 23 décembre 1619), électeur de Brandebourg, marié en 1594 à Anne de Prusse (1576-1625)
- Anne Catherine (26 juin 1575 – 29 mars 1612), mariée avec le roi Christian IV de Danemark (1577-1648)
- Fille mort-née (1576-1576)
- Jean-Georges de Jägerndorf, duc de Jägerndorf (16 décembre 1577 – 2 mars 1624), marié à Eva Christine de Wurtemberg (1590 - 1657), fille de Frédéric Ier de Wurtemberg et de Sibylle d'Anhalt
- Auguste de Brandebourg (16 février 1580 – 23 avril 1601)
- Albert-Frédéric de Brandebourg (de) (29 avril 1582 – 3 décembre 1600)
- Joachim (13 avril 1583 – 10 juin 1600)
- Ernest (13 avril 1583 – 18 septembre 1613)
- Barbara Sophie (16 novembre 1584 – 13 février 1636), mariée en 1609, avec le duc Jean-Frédéric de Wurtemberg (1582-1628)
- Fille (1585 – 1586)
- Christian-Guillaume (28 août 1587 – 1er janvier 1665) archevêque et, plus tard, administrateur de Magdebourg, marié d'abord, en 1615, à la princesse Dorothée de Brunswick-Wolfenbüttel (1596-1643), puis en 1650, à la comtesse Barbara Eusebia de Martinice (d. 1656) et enfin en 1657, à la comtesse Maximiliane de Salm-Neubourg (1608-1663)